# Lū Sarā
Lū Sarā (persiska: لو سرا) är en ort i Iran.   Den ligger i provinsen Gilan, i den norra delen av landet, 180 km nordväst om huvudstaden Teheran. Lū Sarā ligger 296 meter över havet och antalet invånare är 143.
Terrängen runt Lū Sarā är kuperad åt nordost, men åt sydväst är den bergig.Runt Lū Sarā är det ganska tätbefolkat, med 134 invånare per kvadratkilometer. Närmaste större samhälle är Rūdsar, 18,4 km norr om Lū Sarā. I omgivningarna runt Lū Sarā växer i huvudsak blandskog.